# ウィーンフィル・ニューイヤーコンサート2015

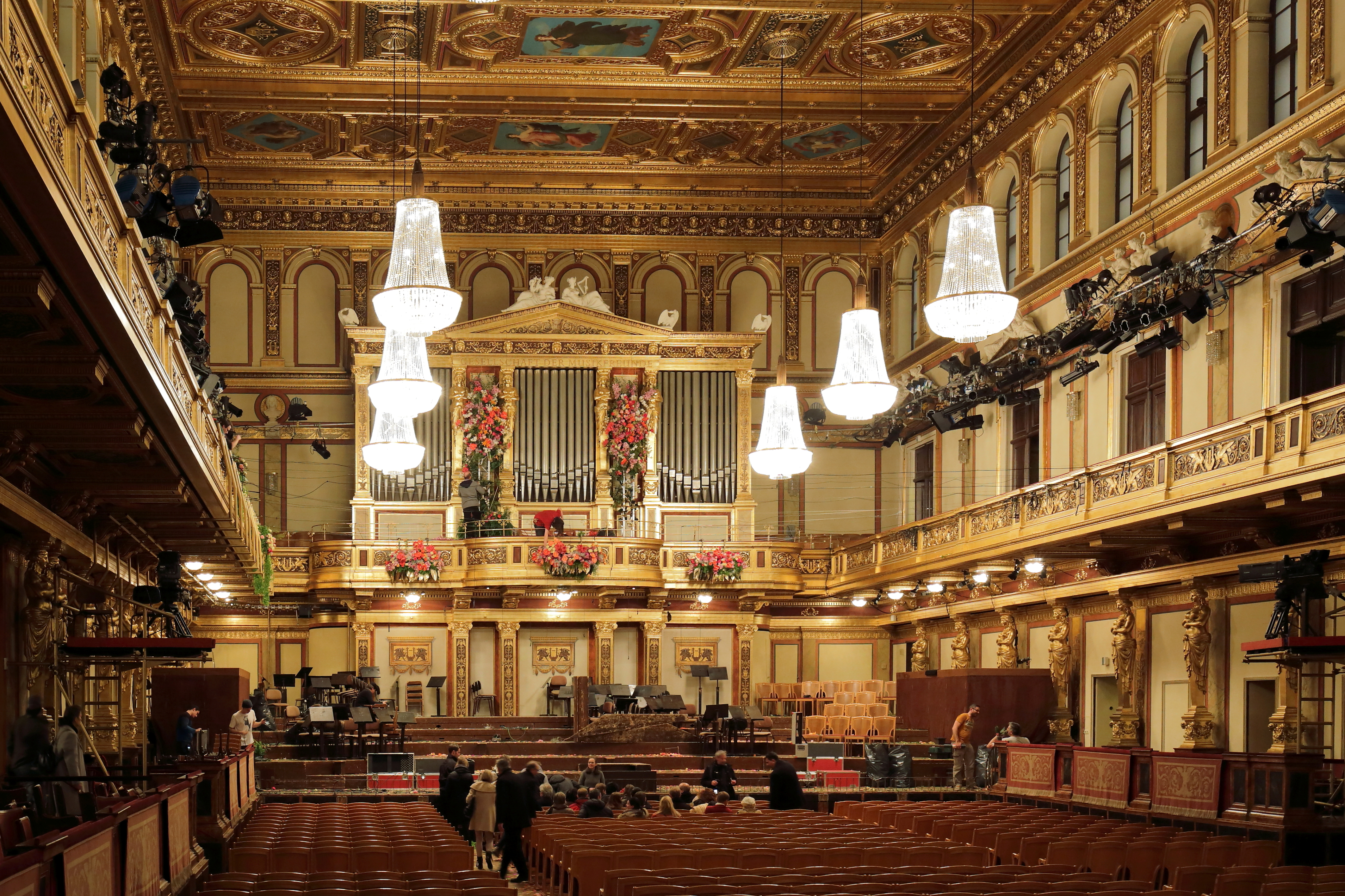
ニューイヤーコンサート2015からおよそ2時間後のウィーン楽友協会黄金ホールの光景。

ウィーンフィル・ニューイヤーコンサート2015（ドイツ語: Neujahrskonzert der Wiener Philharmoniker 2015）は、ウィーン・フィルハーモニー管弦楽団による2015年のニューイヤーコンサート。指揮者はズービン・メータが務めた（5回目の登場）。

## 特色
2015年はシュトラウス家の中でもエドゥアルト・シュトラウス1世の生誕180年にあたることから、エドゥアルトの楽曲が例年よりも多い計3曲の登場となった。
第一部は、指揮者ズービン・メータに捧げる内容となっている。最初の『ウィーンの朝・昼・晩』はメータの学生時代を想起されるという理由で選ばれ、次のワルツ『東方のおとぎ話』はメータがインド出身の東洋人であることにちなんでプログラムに選ばれている。ウィーンを舞台とする2曲のあと、オーストリア、ドナウ川とテーマが広がってゆく。
第二部は、ウィーン工科大学の創立200周年と、ウィーン大学の創立650周年を記念する内容となっている。『常動曲』から『蒸気をあげて』までの4曲は、多数の技術者を輩出してきたウィーン工科大学（ヨーゼフ・シュトラウスも在学した）を讃えて選曲された。『学生ポルカ』と『自由行進曲』はウィーン大学にちなんで選曲されている。ウィーン大学は『学生ポルカ』バレエ映像のロケ地となっている。『アンネン・ポルカ』は、メータの妻ナンシーに捧げるために選ばれた（女性名「アンネ」の英語における愛称が「ナンシー」である）。

## 演奏曲目
「*」は初登場作品。

### 第一部
- オペレッタ『ウィーンの朝・昼・晩』序曲（フランツ・フォン・スッペ）
- ワルツ『東方のおとぎ話』（ヨハン・シュトラウス2世）
- ポルカ・フランセーズ『ウィーンの生活』（ヨーゼフ・シュトラウス）*
- ポルカ・シュネル『人が笑い生きるところ』（エドゥアルト・シュトラウス1世）*
- ワルツ『オーストリアの村つばめ』（ヨーゼフ・シュトラウス）
- ポルカ・シュネル『ドナウの岸辺から』（ヨハン・シュトラウス2世）

### 第二部
- 『常動曲』（ヨハン・シュトラウス2世）
- 『加速度円舞曲』（ヨハン・シュトラウス2世）
- 『電磁気ポルカ』（ヨハン・シュトラウス2世）
- ポルカ・シュネル『蒸気をあげて』（エドゥアルト・シュトラウス1世）
- ワルツ『エルベのほとりで』（ヨハン・シュトラウス2世）*
- 『シャンパン・ギャロップ』（ハンス・クリスチャン・ロンビ）
- 『学生ポルカ』（ヨハン・シュトラウス2世）*
- 『自由行進曲』（ヨハン・シュトラウス1世）*
- 『アンネン・ポルカ』（ヨハン・シュトラウス2世）
- ワルツ『酒、女、歌』（ヨハン・シュトラウス2世）
- ポルカ・シュネル『粋に』（エドゥアルト・シュトラウス1世）

### アンコール
- 『爆発ポルカ』（ヨハン・シュトラウス2世）
- ワルツ『美しく青きドナウ』（ヨハン・シュトラウス2世）
- 『ラデツキー行進曲』（ヨハン・シュトラウス1世）